# Penichrophorus nigriventris
Penichrophorus nigriventris är en insektsart som beskrevs av William D. Funkhouser. Penichrophorus nigriventris ingår i släktet Penichrophorus och familjen hornstritar. Inga underarter finns listade i Catalogue of Life.